# Суэцкий кризис
Суэцкий кризис (Суэцкая война, Синайская война, Вторая арабо-израильская война, Операция «Кадеш» — ивр. מבצע קדש‎, также известная в арабском мире как Тройственная агрессия) — международный конфликт, происходивший с октября 1956 года по март 1957 года, вызванный национализацией Египтом Суэцкого канала.
Целью вторжения Великобритании, Франции и Израиля в Египет было восстановление контроля над Суэцким каналом для западных держав и смещение президента Египта Гамаля Абдель Насера, который только что национализировал принадлежащую иностранцам компанию Суэцкого канала, которая управляла каналом.
Конфликт закончился без каких-либо территориальных изменений у противодействовавших сторон. Важную роль в окончании конфликта сыграли СССР, США и ООН.
Суэцкий канал был закрыт с октября 1956 года по март 1957 года. Израиль достиг некоторых из своих целей, таких как достижение свободы судоходства через Тиранский пролив, который Египет заблокировал для израильских судов с 1950 года.

## Предпосылки

### Британско-египетские противоречия

#### История канала
Суэцкий канал был открыт в 1869 году. Канал был изначально построен как французско-египетский проект. Тем не менее в 1870-х годах, при премьер-министре Дизраэли, Великобритания выкупила египетскую часть акций (44 %) у египетского правительства, имевшего проблемы с выплатой долгов.
Канал изначально представлял для Британии большую стратегическую ценность, поскольку резко упрощал сообщение между Британией и отдалёнными частями Британской империи. В XX веке канал получил дополнительное значение, поскольку делал в несколько раз короче путь из Европы к нефтяным полям Персидского залива.
После начала Первой мировой войны Британия провозгласила Египет своим протекторатом (на этот момент он де-юре считался частью Османской империи). В феврале 1915 года турецкие войска подошли к каналу, но были отбиты британцами, которые перешли в наступление и захватили Синай и Палестину. В 1918 году Османская империя распалась, и её владения были разделены между Англией и Францией. В 1922 году Британия предоставила Египту номинальную самостоятельность. В 1936 году между Великобританией и Египтом была достигнута договорённость, согласно которой Египет становился полностью независимым государством, однако британские войска оставались в зоне канала ещё на 20 лет до 1956 года (в этом году договор должен был быть пересмотрен и мог быть продлён).
В ходе Второй мировой войны канал стал целью атаки германо-итальянских войск со стороны Ливии. После боёв в 1940—1943 годах они потерпели поражения от войск Британской империи и США (наступавших со стороны Марокко).

#### Национализация канала Египтом
С ростом египетского национализма в 1951 году Нахас Паша, лидер египетской националистической партии Вафд, победившей на выборах, аннулировал договор 1936 года. Вскоре начались нападения на британских солдат. 25 января 1952 года британцы атаковали египетский полицейский участок в Исмаилии в зоне канала. При этом около 50 египетских полицейских погибло, сотни получили ранения. Как реакция на это нападение, в Каире на следующий день произошли антибританские беспорядки, в ходе которых были разгромлены и сожжены офисы и предприятия западных компаний, было убито около 17 британцев (эти события известны как «Чёрная суббота»). Британцы пригрозили оккупировать Каир, и король Египта Фарук был вынужден отправить в отставку Нахас Пашу.
В июле 1952 года король Фарук был свергнут Советом революционного Командования, монархия была отменена и Египет был провозглашён республикой. Пост президента и премьер-министра вскоре занял Абдель Насер. Британское правительство вступило в переговоры с новым правительством о будущем Суэцкого канала. 19 октября 1954 года между сторонами был подписан договор сроком на 7 лет, предусматривающий эвакуацию британских войск из Египта к июню 1956 года. При этом британские военные базы должны были оставаться в зоне канала и поддерживаться британскими и египетскими гражданскими специалистами, в случае возникновения опасности каналу британские войска могли туда вернуться. Египет также обязался не препятствовать свободе судоходства по каналу.
В феврале 1955 года Великобритания отказалась продавать Египту оружие, что ухудшило отношения между странами. Тогда Египет заключил соглашение о поставке разных типов вооружения с союзниками СССР. В июле 1956 года отношения между странами ещё более ухудшились в результате того, что Великобритания и США, которые обещали Насеру помочь финансировать строительство Асуанской плотины, отказались от финансирования этого проекта (в первую очередь по причине заключения Египтом соглашения с Восточным блоком о поставке вооружения).
В ответ на этот отказ правительство Насера 26 июля 1956 года заявило о национализации Суэцкого канала с целью использования средств, полученных от его эксплуатации, для постройки Асуанской плотины. При этом национализация подразумевала денежную компенсацию всем владельцам акций канала; акции компенсировались по цене их последней котировки на Парижской бирже.
В. Крючков, позже — председатель КГБ СССР, отмечает, что при этом пострадали интересы стран Запада, которые активно использовали канал для перевозки грузов, в первую очередь нефти, и интересы США, которые контролировали 60 процентов нефти, добываемой в этом регионе. Таким образом, США и Запад были заинтересованы в том, чтобы остановить процесс национализации канала египетским правительством.

### Противоречия между Египтом и Израилем

#### Египетско-израильские отношения в 1948—1956 годах
В ходе войны за независимость Израилю удалось отбить наступление египетской и других арабских армий и завоевать более половины территории, выделенной ООН для арабского государства в Палестине. Переговоры между Израилем и Египтом о мирном договоре начались ещё в ходе войны в сентябре 1948 года. Египет предлагал мир в обмен на часть[уточнить] Негева или весь Негев (План Альфа), но Израиль отверг эти предложения.
В июле 1952 года в Египте Совет Революционного Руководства под предводительством генерала Мухаммеда Нагиба в ходе «Июльской революции в Египте» сверг короля Фарука. Позже государство возглавил один из членов Совета полковник Абдель Насер.
В 1954—1955 годах отношения между странами обострились, в особенности после того, как в 1955 году антиизраильские диверсии боевиков-фидаинов были возглавлены и стали обеспечиваться египетскими силовыми структурами. Согласно М. Даяну:
Фидаины подчинялись военной разведке Египта и размещались в трёх лагерях (№ 9, 10 и 16) в секторе Газа, на побережье к западу от города Газа. На момент создания, численность подобных подразделений составляла 700 человек, при этом арабы намеревались увеличить её, а также организовать аналогичные части, которые действовали бы под контролем спецслужб Иордании, Сирии и Ливана. Помимо регулярной платы в размере девяноста египетских фунтов, фидаин получал дополнительное вознаграждение за каждый рейд через границу Израиля и отдельные бонусы за успешно выполненные задания — убийства и диверсии…
С другой стороны, в 1954 году израильская разведка «Моссад» пыталась устроить в Египте серию терактов против западных целей (Операция Сусанна) с тем, чтобы обвинить в них египетских исламистов и левых и испортить отношения Египта с Великобританией и США. После провала операции, в Израиле разгорелся внутриполитический скандал, названный «делом Лавона».
В 1955 году Великобритания и США предложили план мирного урегулирования между Израилем и Египтом, согласно которому в обмен на мирное соглашение Израиль передал бы Египту часть южного Негева (для создания коридора между Египтом и Иорданией), а также принял бы часть палестинских беженцев, а другим выделил бы компенсацию. Этот план носил название «План Альфа». Египет в ответ потребовал весь Негев, а Израиль отказался уступать даже его южную часть (поскольку там находится стратегический порт Эйлат).
Согласно М. Даяну, в апреле 1956 года премьер-министр Д. Бен-Гурион, исполнявший в то время также обязанности министра обороны, пригласил генерального секретаря ООН Д. Хаммаршёльда в Израиль, надеясь при его посредничестве «установить мир на линиях прекращения огня с Египтом». В ходе переговоров, он, невзирая на возражения военных, согласился с предложением Хаммаршёльда, поддержанным президентом США Д. Эйзенхауэром, воздержаться от «ответных акций» против Египта в связи с арабским террором. Но после того, как Израиль откликнулся на это предложение и отвёл свои войска от границы, на его южные поселения «обрушилась новая волна террора».

#### Суэцкий канал
1 сентября 1951 года Совет Безопасности ООН обязал Египет открыть Суэцкий канал для израильского судоходства. Египет отказался выполнить это указание. В апреле 1954 года бывший египетский министр иностранных дел Мухаммед Салах эд-Дин-бей в интервью газете «Аль-Мисри» заявил, что «арабский народ без всякого смущения заявляет: мы не удовлетворимся ничем иным, кроме полного устранения Израиля с карты Ближнего Востока».
В то же время в 1955 году президент Египта Насер писал в журнале Foreign Affairs: «Политика Израиля агрессивная и экспансионистская… Однако мы не хотим начинать какой бы то ни было конфликт. Войне нет места в конструктивной политике, которую мы разработали для улучшения участи нашего народа. У нас есть много чего сделать в Египте… Война заставит нас потерять многое из того, что мы стремимся достичь».
При этом во внутренних документах, захваченных позже израильтянами, перед египетской армией ставилась цель полного уничтожения Израиля.
Декретом от 26 июля 1956 года египетское правительство национализировало Суэцкий канал.

#### Сближение Египта и стран Варшавского договора
Израиль был также обеспокоен сближением Египта и стран Варшавского договора, от которых Египет начал получать новейшее вооружение. Так, в 1955 году был подписан договор с Чехословакией с согласия СССР, посредником выступил премьер-министр Китая Чжоу Эньлай. Египет получил: реактивные истребители типа МиГ-15бис — 120 штук, бомбардировщики Ил-28 — 50 штук, танки Т-34 — 230 штук, бронетранспортёры — 200 штук, самоходные артиллерийские установки — 100 штук, пушки разные — около 150 штук (по другим оценкам, до 500), подводные лодки — 6 штук (по другим оценкам, только 2), несколько боевых кораблей, грузовики ЗИС-150 — 100 штук. Позже стали поступать новейшие истребители МиГ-17Ф с советскими и чехословацкими инструкторами. В результате этих поставок «в численном выражении вооружённые силы Египта к началу 1956 года вчетверо превосходили израильские».

#### Ситуация на границе Египта и Израиля
В 1948—1956 годах на границе Израиля и оккупированного Египтом сектора Газа ежегодно происходили тысячи нарушений государственной границы с египетской стороны.
Моше Даян, начальник генштаба Израиля на момент Суэцкого кризиса, так описывает ситуацию на границе Египта:
«… после Войны за Независимость 1949 года и до Синайской кампании Израиль не знал покоя от террористов. Банды арабских инфильтрантов, обученные и вооружённые арабскими правительствами, проникали в страну, убивали мирных жителей, устанавливали мины, подрывали водокачки и столбы линий электропередач. Египет (из оккупированного им сектора Газа), Сирия и Иордания (оккупировавшая Западный берег реки Иордан и Восточный Иерусалим) фактически вели партизанскую войну против Израиля, хотя не признавали этого открыто».

Как заявил израильский представитель в ООН Абба Эбан, 
«… за шесть лет после перемирия 1949 года в результате враждебных действий Египта погиб 101 и было ранено 364 израильтянина. Только в 1956 году в результате агрессивных действий Египта было убито 28 израильтян и 127 были ранены».
Однако согласно одному из «новых историков» Бенни Моррису, многие из погибших израильтян были «случайно» убиты в результате криминальных рейдов или акций контрабандистов, а не были жертвами террора: так, в 1952 году из 30 «не военных жертв» 17 были гражданскими охранниками и 2 — полицейскими.
При этом, Моррис пишет о том, что в 1949—1954 годах совершалось от 10 до 15 тысяч нарушений границы ежегодно, а в 1955—1956 годах — 6—7 тысяч. Он также приводит данные израильской полиции о том, что экономический ущерб, нанесённый Израилю в 1952 году, составил 517 миллионов израильских лир (при годовом бюджете в 300 миллионов в 1952/53 экономическом году).
Он также считает, что основную часть нарушителей составляли палестинские беженцы, желавшие пробраться назад в свои дома или к своим семьям на территории Израиля, и лишь менее 10 % «инфильтрантов» имело целью саботаж или атаки на израильтян. Среди таких террористов преобладали сторонники муфтия Амина Аль-Хуссейни, который стремился спровоцировать конфликт между Израилем и арабскими странами. По его мнению, увеличивающееся число вооруженных нарушителей было связано с тем, что израильская сторона применяла по отношению к ним «насильственные меры» (по нарушителям границы открывался огонь на поражение). В 1948—1956 годах (большей частью — до 1954 года) от огня израильской погранохраны и заложенных ими на границе мин погибло от 2700 до 5000 нарушителей границы, согласно Моррису, в основном, невооружённых. Моррис считает, что (только) в 1954—1955 годах египетская разведка в секторе Газа стала вербовать и посылать своих федаинов для проведения «атак возмездия» в «ответ на израильские атаки на сектор». По его выражению, часть израильтян стала «случайными» жертвами разведывательных групп египетской армии.

31 августа 1955 года президент Египта Гамаль Абдель Насер заявил, что 
«Египет принял решение направить своих героев, учеников фараона и сынов ислама, и они будут очищать землю Палестины … Не будет мира на границе с Израилем, потому что мы требуем мести, а месть — это смерть Израиля».
В документах, захваченных позже израильтянами, приводится соответствующая аттестация одного из таких боевиков.

## Секретные Севрские соглашения
Национализация Суэцкого канала оказалась неожиданным действием для Великобритании и Франции, которые на месте не имели военных частей, которые могли бы незамедлительно быть задействованы в установлении контроля над каналом, пока общественное мнение мирового сообщества было на их стороне. У Франции значительные воинские части находились в Алжире, а у Великобритании — в Иордании. Такая пауза дала возможность Египту занять более гибкую позицию по вопросу о режиме пользования каналом, в частности, было заявлено о гарантии Египтом права беспрепятственного прохода судов (за исключением израильских) через Суэцкий канал. При таких обстоятельствах военная операция Великобритании и Франции не имела бы уже широкой поддержки западного сообщества.
Тем не менее, уже на следующий день после национализации канала, 27 июля 1956 года, правительства Англии и Франции приняли решение о военной операции против Египта. О принятом решении были извещены Соединённые Штаты Америки и прибывший в Лондон государственный секретарь США Аллен Даллес дал согласие на военную операцию, «если мирные усилия не достигнут цели».
22 октября 1956 года в Севре (Франция) состоялась секретная встреча, в которой участвовали: с израильской стороны — премьер-министр Бен-Гурион, начальник генштаба Моше Даян и генеральный директор министерства обороны Шимон Перес; с французской стороны — министр обороны Морис Буржес-Монури, министр иностранных дел Кристиан Пино и начальник генштаба Морис Шалль; с британской стороны — секретарь по иностранным делам (министр) Селвин Ллойд и его помощник сэр Патрик Дин.
Переговоры длились 48 часов и закончились подписанием секретного протокола. Согласно разработанному плану, Израиль должен был атаковать Египет, а Великобритания и Франция вслед за этим должны были вторгнуться в зону Суэцкого канала под предлогом «защиты канала и необходимости разделить враждующие стороны». Предполагалось, что по окончании войны Израиль аннексирует весь Синай или, по крайней мере, его восточную треть по линии Эль-Ариш — Шарм-эш-Шейх. Израиль при этом обязался не атаковать Иорданию, а Великобритания не оказывать помощь Иордании, если она атакует Израиль.
По настоянию израильской делегации, опасавшейся невыполнения обязательств со стороны своих союзников, договор был составлен в письменном виде, подписан и передан каждой из сторон.
На переговорах Бен-Гурион первоначально предложил план по крупному переделу границ на Ближнем Востоке. Иордания, согласно этому плану, должна была быть уничтожена как государство, при этом её часть к востоку от реки Иордан должна быть аннексирована Ираком, а часть к западу от реки Иордан переходила бы к Израилю. Южная часть Ливана вплоть до реки Литани должна была, согласно этому плану, перейти к Израилю, а Ливан должен бы был отказаться от некоторых своих владений с преобладающим мусульманским населением и превратиться в республику с христианским большинством, союзную Израилю. Однако французы и британцы такой план не одобрили и убедили Бен-Гуриона сосредоточиться на Египте.

## Военные действия

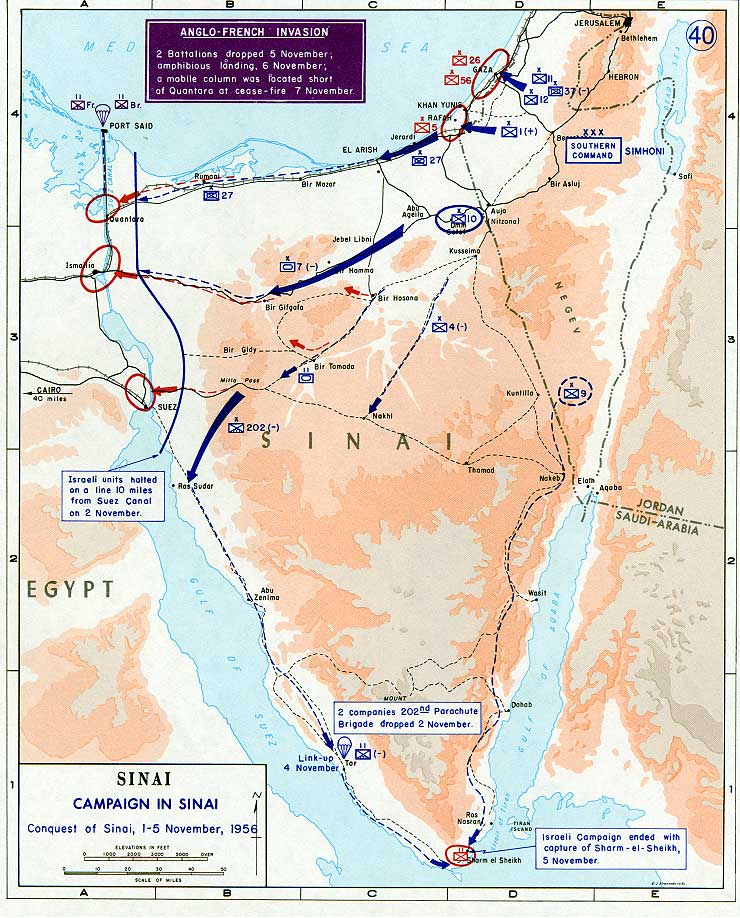
Карта боевых действий

Великобритания и Франция после подписания соглашений в Севре приступили к концентрации своих сил в районах, из которых можно было нанести удар по египетским берегам и аэродромам. Большое количество оружия было срочно доставлено в Израиль. Французская армия приступила к высадке на израильских аэродромах, а французские корабли заняли позиции у берегов Израиля. Израиль объявил о полномасштабной мобилизации резервистов, объясняя свои действия «возможным входом иракских войск в Иорданию».
Совместный трёхсторонний план вторжения был разработан генеральными штабами стран-агрессоров в начале октября 1956 года. Согласно ему израильская армия начинала вторжение на Синайском полуострове и выходила на рубеж Суэцкого канала (операция «Кадеш»), англо-французский экспедиционный корпус атаковал с воздуха основные районы сосредоточения египетских войск, а затем высаживал воздушные десанты в Порт-Саиде и Порт-Фуаде, после чего на занятые десантом плацдармы высаживались главные силы; на последующем этапе предполагалось взятие Каира (операция «Мушкетёр»).

## Соотношение сил
Бенни Моррис пишет, что израильские силы сильно превосходили египетские как по количеству, так и по качеству военной техники. Это утверждение оспаривается израильской стороной на основании массовых поставок оружия СССР Египту сначала через Чехословакию, а затем непосредственно уже с конца 1955 года, в ходе которых Египту были поставлено «530 единиц бронетехники (230 танков, 200 бронетранспортеров и 100 САУ), около 500 стволов артиллерии, почти 200 истребителей, бомбардировщиков и транспортных самолетов, а также значительное количество военно-морских судов — эсминцев, торпедных катеров и подводных лодок» (всего на сумму 250 млн долларов).

## Ход боевых действий
29 октября 1956 года в рамках операции «Кадеш» израильские войска атаковали позиции египетской армии на Синайском полуострове. Операция получила своё название в честь города Кадес на Синае, который несколько раз упоминается в Торе. Израиль объяснял своё вторжение в Египет необходимостью прекратить вылазки федаинов из Газы.
Египетское командование не ожидало израильской атаки. В день нападения начальник генерального штаба Египта Абдель Хаким Амер и многие старшие египетские офицеры находились на переговорах в Иордании и Сирии. В ночь на 28 октября израильский истребитель сбил самолёт с египетской военной делегацией на борту, следовавший из Сирии в Египет. В результате погибло 18 офицеров египетского генштаба, но Амер не пострадал, так как вернулся в Египет на другом самолёте позднее.

Затопленные в Суэцком канале египетские суда. Ноябрь 1956 года

Следуя секретному соглашению с Израилем, Великобритания и Франция наложили вето на предложенную США резолюцию СБ ООН, призывающую Израиль прекратить агрессию против Египта. Великобритания и Франция выдвинули собственное требование, призывающие обе стороны конфликта отвести войска на 30 км от Суэцкого канала. Египет отказался выполнять его, и обе страны начали военные действия.
31 октября британские и французские вооружённые силы в рамках операции «Мушкетёр» начали бомбардировку Египта. Британская и французская палубная авиация уничтожила на земле значительную часть египетских самолётов, и практически парализовала действия ВВС Египта. В тот же день британские крейсер «Ньюфаундленд» и эсминец «Диана» потопили египетский фрегат «Думьят» («Дамиетта»), а египетский эсминец «Ибрагим эль-Аваль» был повреждён и захвачен совместными усилиями израильских и французских кораблей и израильской авиации неподалёку от побережья Хайфы.
3 ноября в Красном море произошёл дружественный морской бой между британским боевым кораблём «Крэйн» и израильскими самолётами «Мистэр». Обе стороны понесли потери в результате, британский корабль получил множественные повреждения и несколько человек пострадавшими, израильтяне в свою очередь потеряли два самолёта.
5 ноября в районе Порт-Саида был высажен британско-французский десант, который в течение двух суток взял под контроль как сам город, так и значительную часть Суэцкого канала. В ходе боя за Порт-Саид отмечалось[кем?] использование в составе французских войск сенегальцев[каких?]; при этом один сенегальский отряд[какой?] был уничтожен египтянами.
5 ноября израильтяне заняли Шарм-эш-Шейх, расположенный на южной оконечности полуострова. Под их властью оказался почти весь Синайский полуостров, а также сектор Газа. За четыре дня наступления израильтяне потеряли 100 единиц бронетехники. Часть их была позднее восстановлена и возвращена в строй. Египтяне потеряли около 460 единиц бронетехники, включая 56 танков Sherman, 27 Т-34 и 283 БТР Universal Carrier.
Выступая перед кнессетом 7 ноября 1956 года Бен-Гурион заявил, что «Синайская кампания — величайшая и славнейшая в истории израильского народа» и что израильская армия завоевала Синай, ранее входивший в царство Соломона, простиравшееся от острова Йотват в Красном море до холмов Ливана. Он провозгласил, что «остров Йотват (остров Тиран на юге Синая) вновь стал частью Третьего Израильского Царства». Бен Гурион намекнул на возможность аннексии Израилем Синая, заявив, что израильская армия «не вторгалась на территорию Египта» и «операция была ограничена только Синайским полуостровом», а также, что границы прекращения огня 1949 года более недействительны. Эта речь Бен-Гуриона крайне не понравилась администрации США.

## Окончание кризиса

Английские военные аквалангисты достают утопленное египтянами в Суэце оружие. Ноябрь 1956.

С критикой действий Великобритании, Франции и Израиля выступили многие страны. Особенно активной была позиция СССР. Советский лидер Н. С. Хрущёв угрожал Великобритании, Франции и Израилю самыми решительными мерами, вплоть до применения термоядерных ударов по территории этих стран. Подобное развитие событий неизбежно привело бы к ядерной войне между СССР и США, кроме того, Великобритания тоже имела ядерное оружие и средства его доставки (V-бомбардировщики).
Прекратить агрессию на Ближнем Востоке потребовали от своих союзников и Соединённые Штаты Америки. 2 ноября 1956 года чрезвычайная сессия Генеральной Ассамблеи ООН потребовала прекратить военные действия, вывести с территории Египта войска всех трёх государств и открыть Суэцкий канал.
Для реализации требований Генассамблеи канадский политик Лестер Пирсон предложил создать специальные миротворческие силы ООН. Генеральная Ассамблея поручила Генеральному секретарю ООН Дагу Хаммаршёльду реализовать эту идею, обеспечить переброску войск и их размещение в зоне конфликта. Одновременно перед Хаммаршёльдом стояла задача убедить руководство Египта разрешить размещение этих войск на своей территории. Обе задачи были им успешно решены; уже 6 ноября 1956 года вступило в силу соглашение о перемирии, а 15 ноября в зоне канала были размещены первые подразделения сил ООН под командованием канадского генерала Бернса. Это была первая миротворческая операция Организации Объединённых Наций.
Угроза международной изоляции и глобальной войны вынудили Великобританию и Францию вывести свои войска из Египта в декабре 1956. Израиль окончательно вывел войска в марте 1957 под давлением США, угрожавших ему санкциями. При этом президент США Эйзенхауэр подчеркнул, что отступление Израиля с Синая не подразумевает права Египта на новое перекрытие пролива Эт-Тиран для израильских судов, и что если Египет нарушит условия перемирия, то это должно повлечь жёсткую реакцию ООН.
Решение правительства Бен-Гуриона об отступлении с захваченных территорий оспаривала правая оппозиция во главе с партией Херут, обвинявшая главу правительства в пораженчестве.

## Последствия
Все события в целом послужили значительному упрочнению дипломатических позиций ООН как в регионе, так и в мире в целом, поскольку ООН активно участвовала в урегулировании Суэцкого кризиса и настояла на своём варианте, чего не смогла сделать в случае с действиями СССР в Венгрии. В результате создания миротворческих сил ООН и их успешного использования для реализации требований Генеральной Ассамблеи стал возможен принципиально новый тип участия Организации Объединённых Наций в разрешении конфликтов.
Египет, а также поддержавшие его Ирак, Ливан и Камбоджа официально заявили о бойкоте Олимпийских игр, открывшихся 22 ноября 1956 года в Мельбурне (Австралия).
Как отмечает английский историк Доминик Ливен, Суэцкий кризис продемонстрировал большую стратегическую и экономическую зависимость послевоенной Великобритании от США. В результате политического поражения премьер-министр Великобритании Энтони Иден ушёл в отставку. В общем, по результатам Суэцкого кризиса Великобритания фактически потеряла статус сверхдержавы, а сочувствие Египту со стороны развивающихся стран ускорило процессы деколонизации.
Суэцкий кризис имел последствия и для международной нефтяной промышленности: он показал уязвимость транспортировки нефти и через канал, и с помощью трубопроводов (перекрытие Сирией нефтепровода Iraq Petroleum Company). Возникла необходимость искать альтернативные пути. Одним из последствий Суэцкого кризиса стали супертанкеры, доставлявшие нефть в Западную Европу вокруг мыса Доброй Надежды.

## Военные преступления

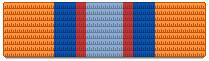
Колодка ЦАХАЛ за участие в войне 1956 года

В день начала военных действий разведывательные службы Израиля ожидали вступления в войну Иордании на стороне Египта. По этой причине на иорданско-израильской границе были размещены дополнительные войска и введён жёсткий комендантский час. Возвращавшиеся с работы 48 арабов, жителей деревни Кафр-Касем на границе с Иорданией, не знали о введении комендантского часа и были убиты пограничной полицией МАГАВ.
Израильский бригадный генерал в отставке Арие Биро заявил в одном из своих интервью, что в октябре 1956 года он и ещё один офицер расстреляли в Синайской пустыне 49 египетских военнопленных.
Согласно адвокату Эли Гервицу, вследствие подобных публикаций в Израиле была создана правительственная комиссия, призванная проверить утверждения о массовых казнях египетских военнопленных, завершившая работу в начале 1998 года. В отчёте комиссии отмечалось, что обе стороны, как израильтяне, так и египтяне, виновны в убийствах военнопленных. В дальнейшем в египетский суд был подан иск против израильских военнослужащих по обвинению в расстрелах военнопленных, но суд в итоге посчитал иск недоказанным. Биньямин Бен-Элиэзер заявил, что убитыми являлись не египетские военнослужащие, а боевики палестинских группировок, причём не после сдачи в плен, а во время военных действий.